# Barbara Bonte
Barbara Bonte (Jette, 13 mei 1983) is een Belgisch Vlaams-nationalistisch politica voor het Vlaams Belang.

## Levensloop
Bonte behaalde in 2006 een master in de handels- en de fiscale wetenschappen aan de hogeschool EHSAL en was van 2006 tot 2007 junior tax consultant bij het adviesbedrijf Deloitte, waarna zij van 2007 tot 2014 wetenschappelijk medewerkster was van de Vlaams Belang-fractie in het Vlaams Parlement.
In 2004 sloot ze zich aan bij de Vlaams Belang-afdeling van Geraardsbergen. Nadat ze in 2006 om beroepsredenen naar de stad Antwerpen verhuisde, werd ze daar actief bij de lokale Vlaams Belang-afdeling en de Vlaams Belang Jongeren. In 2011 vestigde ze zich met haar echtgenoot in het Oost-Vlaamse Sint-Martens-Latem en werd ze lid van de Vlaams Belang-afdeling Gent-Eeklo. 
Bij de verkiezingen van mei 2014 stond zij op de tweede plaats van de Vlaams Belang-lijst voor het Vlaams Parlement in de kieskring Oost-Vlaanderen en werd verkozen. Als Vlaams Parlementslid legde Bonte zich toe op onderwijs en economie. In september 2015 nam ze om persoonlijke redenen en gezondheidsredenen ontslag als parlementslid en werd opgevolgd door Ortwin Depoortere. Vervolgens werd ze zaakvoerder van een onderneming actief in onroerend goed en de landbouwsector.
Naar aanleiding van de verkiezingen van juni 2024 keerde Bonte terug naar de actieve politiek. Vanop de tweede plaats op de Vlaams Belang-lijst werd ze verkozen in het Europees Parlement, waar ze lid werd van de commissies Milieubeheer, Volksgezondheid en Voedselveiligheid en Industrie, Onderzoek en Energie.
Kort na haar verkiezing in het Europees Parlement verhuisde Bonte naar de stad Gent, waar ze bij de gemeenteraadsverkiezingen van oktober 2024 werd verkozen tot gemeenteraadslid.
Gerelateerde onderwerpen: Partijprogramma · 70-puntenplan · Cordon sanitaire · Racismeklacht